# Mariko Mori
Mariko Mori (森 万里子, Mori Mariko, Tòquio, 12 de febrer de 1967 ) és una artista multidisciplinar japonesa conseguda especialment per la seva activitat en videoart i fotografia. En les seves obres Mori mostra un futur híbrid amb un èmfasi en la tecnologia i l'espiritualitat que sovint barreja amb motius tradicionals nipons.

## Formació
Mentre estudiava a la Universitat de Moda de Bunka, va treballar com a model a finals dels anys vuitanta del segle xx. Això ha influït fortament les seves obres primerenques, com Play with Me, on agafa control sobre el reu rol en la imatge, esdevenint una criatura exòtica i estranya en escenes diàries. El 1989 es va traslladar a Londres per estudiar a la Universitat d'Art i Disseny de Chelsea.
Mariko Mori, es va especialitzar primer de tot en disseny i moda assistint a la Universitat de Moda de Bunka, ubicada a la capital japonesa. Va treballar com a model, i gràcies a això va poder rebre un ensenyament sobre moda i disseny, la qual cosa va ajudar i influenciar a l'artista el seu desenvolupament visual i un estil artístic que contenia elements de moda i cultura pop.
A part d'això, el fet de modelar davant de fotògrafs de moda, va fer que fos inclosa en diverses revistes japoneses a mitjans i finals dels anys vuitanta. A causa d'aquesta experiència de modelatge, ha estat molt important per a configurar la seva relació amb l'ús de l'autoretrat i la performance. El 1988, i amb moltes ganes de descobrir món i aprendre art, Mori es va traslladar a la capital anglesa de Londres on va assistir a la Byam Shaw School of Art, i a partir de l'any següent, al Chelsea College of Art.
Més tard, cap al 1992 es va acabar traslladant a la ciutat de Nova York, on va participar en el Programa d'Estudis Indepdendents (ISP) del Whitney Museum of American Art. Aquesta ciutat va oferir a Mori un entorn cultural diferent i l'ISP va ampliar la seva experiència de teoria crítica i pràctiques artístiques diverses. El programa va posicionar Mori a prop del centre del mercat global de l'art, oferint oportunitats úniques per llançar el seu perfil com a artista emergent viable. Es va establir com a artista d'estudi de producció que treballava a través dels mitjans de fotografia, vídeos i instal·lacions produïts comercialment. Actualment, l'artista encara viu a cavall entre Japó, Europa i els Estats Units, i la barreja d'estímuls que va rebre d'aquests diferents entorns culturals ha estat molt present i important per desenvolupar el seu llenguatge artístic únic.

## Primers anys
Ha tingut un gran recorregut per tot el món, passant per Tòquio, Nova York i Londres, amb això té una carrera de més de trenta anys en les arts visuals. Les seves obres s’han exposat tant en exposicions individuals com en col·lectives arreu del món durant tots aquests anys, rebent una gran atenció global, la qual cosa l’ajuda a ser una artista internacional, i també a guanyar diversos premis, entre ells de prestigiosos.
Durant els primers anys de la seva carrera Mori ha fet un gran ús de la fotografia i de la performance en les seves obres. A mesura que va anar desenvolupant un gran nivell artístic en les seves obres, va deixar de banda d’una manera progressiva el mitjà fotogràfic, i va començar a utilitzar altres pràctiques com l’escultura, la instal·lació, i fins i tot, la pintura.  
A mitjan dècada dels anys 1990, Mariko Mori va començar a ser una artista amb obres que desafiaven les expectatives i exploraven temes d’identitat i cultura pop. Els seus primers treballs, presentava autoretrats en els quals ella mateixa es vestia amb uniformes futuristes i es trobava en escenaris urbans o de ciència-ficció, qüestionant estereotips i rols de gènere. Com Play with Me (1994), on es veu una figura d’armadura blava en les codificacions visuals de les pancartes publicitàries fora de l’aparador d’una botiga d’electrònica a Akihabara de Tòquio. Eren una espècie d’ídol autoconstruït o idoru', omnipresent al món del J-Pop, l’anime o els jocs digitals. Una altra fotografia que formava part d’aquesta sèrie era la titulada Warrior, on Mori estava armada i portava un vestit de supervivència futurista a l’interior enfosquit d’una sala de jocs genèrica.
L’escenari teatral i el vestuari de les seves primeres fotografies reflecteixen sense cap mena de dubte les tendències de la cultura popular japonesa, especialment la de les adolescents japoneses, coneguda com a cultura shojo. A mesura que la seva carrera va anar avançant, Mariko Mori va començar a enfocar-se a temes més espirituals i místics. Obres com la de Pure Land (1996-1997) reflecteixen el seu interès pel budisme i el sintoisme, fent ús de la iconografia tradicional japonesa, però amb un gir futurista. En els seus treballs, Mori es presenta com una figura espiritual, amb fons que combinen paisatges tradicionals i entorns futuristes.

## Carrera artística
Seguidament del seu debut en la galeria de Nova York el març del 1995 a la galeria American Fine Arts, la jove artista va fer un gran salt internacional. Va firmar ràpidament per ser representada pel Deitch Projects, on va tenir una segona exposició individual, encara a més d’èxit, l’abril del 1996. Les següents dues exposicions van presentar el que des de llavors es va conèixer com la seva sèrie titulada Made in Japan, que encara avui encara és molt conegut. Són fotografies en color de mida d’una cartellera publicitària de l’artista posant a la ciutat de Tòquio vestida amb vestits cute i futuristes, com de Hello Kitty, d’Astro Boy i Sailor Moon. Va ser gràcies a això que Mori es va convertir en el fill del cartell d’un Japó globalitzat en el panorama mediàtic occidental a finals dels anys noranta.
A partir de finals de la dècada de 1990, Mori es va traslladar definitivament fora dels identificadors específics de les cultures globals per utilitzar cada cop més una estètica extraterrestre i espacial. Aquest canvi significatiu en l’obra de Mori del cos performatiu al cos absent, de la subcultura pop a l’estètica extraterrestre serà considerat en el context de la seva recepció per part d’un públic d’art globalitzat.
Totes les principals revistes d’art (com Artforum, Art Journal, Flash Art, Frieze) van imprimir fotografies grans i brillants en color de Mori i la seva obra i, va ser una de les primeres cares noves i poques asiàtiques que van aparèixer als llibres de text d’història de l’art a finals dels anys 1990. Tot i això, quan el Museu d’Art Contemporani de Tòquio (MoT) va obrir l’exposició individual de l’artista japonesa a principis de 2002, la gent ja l’anomenava una exposició retrospectiva. Això volia dir que havia arribat al cim de la seva carrera en menys de deu anys des del seu llançament. Aquest ascens tan ràpid de l’artista el podem interpretar com un fenomen cultural i una evidència de l’ascens sense precedents del Japó al panorama cultural mundial durant els anys 80 i 90.
Mori és com l’artista J-pop del món de l’art dominat per l’Occident explorant la relació entre la seva sèrie Made in Japan i la globalització de la cultura popular japonesa als anys noranta. Tot i haver tingut un gran ressò al món de l’art occidental, no va tenir la mateixa aclamació internacional al seu Japó natal. Al mateix temps, però, les revisions occidentals de les fotografies de Mori es van centrar en l’estil visual i el contingut banal, sense tenir en compte el context japonès, deixant així la relació entre Mori (art) i manga/anime (cultura pop) sense explorar.
Aquest fet va ser degut a l’arribada a l’escena artística de Nova York en un moment en què la comprensió occidental de la cultura popular japonesa era naixent. Made in Japan, va ser creat al Japó, però rebut al món occidental en un determinat moment de la història, on l’art japonès i la cultura popular van començar a cridar l’atenció d’una manera internacional com a emblemàtics i constituïts del soft del poder del Japó. La performance ha mantingut un paper en la seva producció, passant de ser el tema central de les imatges, a convertir-se en un acte concret que acompanya i enriqueix alguns dels projectes més recents. L’artista és àmpliament coneguda, sobretot per les imatges pop de les seves primeres obres. Poques vegades, però, els estudis s’han centrat en les múltiples capes de referències sagrades i religioses del seu art. Va dissenyar personalment, gràcies al seu gran coneixement de moda i disseny, la roba per a totes les seves futures obres, creia que la roba era la pell d’un individu i també va ser una manera molt poderosa d’expressar la seva pròpia identitat i idees.

## Obra
La juxtaposició de la mitologia oriental amb la cultura occidental és un tema comú a l'obra de Mori, sovint a través de sobreposar fotografia i imatge digital, com a la seva instal·lació de 1995 Naixement d'una Estrella. Obres més tardanes com Nirvana la mostren com a deessa, transcendint els seus primers rols per mitjà de la tecnologia i la imatge, i abandonant escenes urbanes realistes per paisatges més estranys. Algunes de les seves obres més destacades en la seva trajectòria són les següents:

### Proud to be British (1992)
Revela que la seva identitat era determinada per hegemonies globals, nacionals, comunals i familiars. En particular, els seus dies a Chelsea van provocar una comprensió de la identitat basada en les construccions actuals dels mitjans de comunicació de celebritats, model de moda i artista. Després d’haver estudiat anteriorment disseny de moda i treballat com a model a Tòquio, Mori es va inspirar en el disseny transnacional de les revistes de moda femenina per a Proud to be British. L’artista presenta un jo construït: vestida amb un vestit de doble botonadura, perles i una “corona”, mira de costat amb la barbeta recolzada de manera coqueta en una mà enguantada. Al costat de la imatge en escriptura japonesa (katakana) i en anglès hi ha els subtítols “U.K. elegància al carrer” i “Reina del Regne Unit”.

### Love hotel (1994)
Apareix una col·legial uniformada que s’agenolla en un llit circular en una habitació temàtica. Ocult dins d’una unitat de plata amb orelles angulars, aquest idoru suggereix l’heroi robòtic universal de Osamu Tezuka, Tetsuwan Atomu, o més conegut com a Astro Boy. La posada en escena és potent amb ambigüitat, ja que l’ídol de Mori afirma una ingenuïtat i una vulnerabilitat juvenils. No es reclina amb submissió al llit de l’hotel ni es compromet amb l’espectador de manera provocativa.

### Red Light (1994)
L’ídol porta un vestit rosa brillant i una unitat platejada d’orelles punxegudes. Dempeus enmig dels llums de neó i la senyalització dels carrers secundaris de Kabuki-cho (barri de Tòquio), l’ídol rep una trucada amb un telèfon mòbil.

### Birth of a star (1995)
És un duratrans retroil·luminat tridimensional, o transparència duradora de colors, amb una banda sonora acompanyada en la qual Mori juga a ser una estrella J-pop virtual. Micròfon a la mà i envoltat de bombolles de colors, aquest ídol adolescent reflecteix les maquinacions de la indústria musical japonesa i la seva construcció de celebritats. L’ús de la disfressa per part de Mori, com ara les botes blanques i la faldilla de tartan de plàstic a Birth of a star, juga un paper important en el reforç dels estereotips culturals. L’ús performatiu de la Mori del cosplay d’anime pot oferir-li un vehicle per a la transformació. Tanmateix, a mesura que Mori passa d’un idoru a un altre, es poden discernir cismes en la seva mascarada. Les interrupcions entre un avatar i el següent ofereixen entrevistes del jo sense mediació de l’artista. Aquests diversos avatars construïts sobre Mori com a individu artístic fa evidents transgressions o ambigüitats que qüestionen l’ordre social. La manera com Mori s’endinsa en la societat japonesa, juntament amb el seu coneixement de les cultures britànica i americana, implica que té una visió més objectiva i crítica de la societat japonesa, així com del discurs feminista occidental.
A finals dels anys noranta, Mori havia desenvolupat un ascens a la fama gràcies a la seva professionalitat i la seva pràctica. Estava ben posicionada en un mercat global, havent establert representació amb les galeries d’alt perfil d’Emmanuel Perrotin a París i Jeffrey Deitch a Nova York. També va establir el seu perfil a Tòquio com a nacional japonesa que viu a l’estranger amb una exposició individual a la Galeria Shiseido. Mori buscava representació a la prestigiosa galeria Koyanagi, assegurant-li un lloc entre l’elit de la comunitat artística nacional. La producció creativa i especialment les fotografies de Tòquio, reflectia una negociació de la cultura i la identitat japonesa dins d’un flux transnacional de màrqueting i consum.

### Miko no inori (l’oració de la noia zamana) (1996)
S’obre amb l’artista vestint un vestit de l’era espacial a l’interior estilitzat de vidre i acer arquejat de l'aeroport internacional de Kansai. El vestit sintètic brillava amb la llum ambiental, ple d’espatlles alades, perruca blanca i una petita tiara platejada. Hi ha una àmplia banda de color suau als ulls i les galtes de l’artista, com marques totèmiques xamàniques. Mori acaricia una bola de vidre, suggerint que com a donzella del santuari Shinto, o miko, té la capacitat de profetitzar i de comunicar-se amb poders superiors.
A banda i banda de la forma sòlida del miko hi ha dos replicants transparents, com aparicions que canvien el temps. En l’obra de Mori en aquesta època sorgeixen conceptes de passat, present i futur. Les figures miko podrien reflectir les tríades de les tradicions escultòriques budistes o els tres modes de Buda tal com es discuteix a la Doctrina Trikaya. Segons aquesta doctrina, la figura central és el nirmanakaya o cos físic subjecte als efectes del temps i l’espai. A cada costat hi ha el sambhogakaya, o una sublim manifestació celestial del Buda, i el dharmakaya, o Buda originari que encarna els principis de la Il·luminació. D’aquesta manera, Mori fusiona el sintoisme amb els elements budistes a través de la lent de l’art contemporani i la cultura popular, negant qualsevol lectura o interpretació singular. 

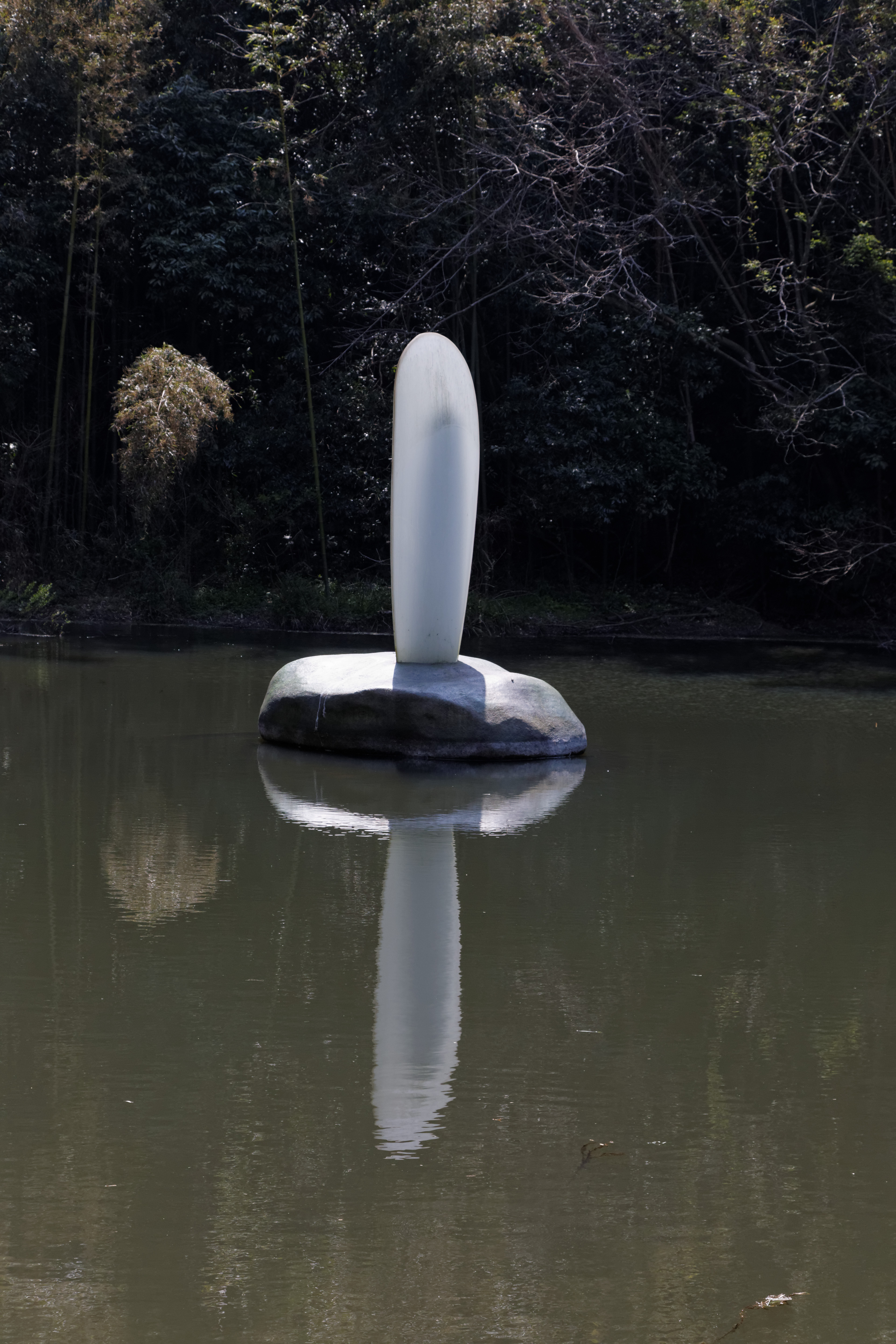
Tom Na H-iu, escultura amb il·luminació de Mariko Mori

### Nirvana (1996-1997) i l’obra fotogràfica derivada Pure Land
La reinterpretació creativa de Mori de la iconografia tradicional japonesa barrejada amb una cinematografia tridimensional innovadora va donar com a resultat un moment crucial per a l’artista i la va diferenciar d'altres contemporànies. Surant sobre un mar en calma, Mori apareix com la popular deïtat Heian Kichijoten que encarna la bellesa ideal i és presagi de prosperitat i felicitat. L’avatar té a la mà l’atribut del nyoi hoju, o joia que concedeix els desitjos, que simbolitza la ment universal o nirvana de Buda. La joia és associada a la capacitat d’expulsar el mal, netejar la corrupció i complir els desitjos. Al voltant de la deïtat hi ha núvols sobre els quals aliens animats i colorits toquen instruments musicals. Una brisa artificial escampa el perfum del sàndal, afegint una dimensió sensorial a l’experiència del públic. Mori utilitza la tecnologia d’entreteniment per barrejar una antiga deessa de la prosperitat i la saviesa amb el consumisme modern.

### Sèrie de fotografies “Cosmos esotèric” (1996-1998)
Representa els punts cardinals i quatre dels cinc elements clau de l’antiga cosmologia: terra, aigua, foc i vent.

### Mirror of water (1996)
Es mostra un conjunt de figures futuristes flotants, juntament amb un cap d’àlien transparent, en un espai subterrani. L’escena inclou una piscina similar a un mirall, simbolitzant la claredat mental associada a la Il·luminació.

### Burning desire (1996-1998)
Quatre figures seuen i leviten envoltades de flames sobre un paisatge sec prop de Huo Yan Shan, o Muntanya Flaming, a Xinjiang. Mori, al centre, està vestida amb una túnica blanca i envoltada per una llum de l’arc de sant Martí. Els vestits de colors i els barrets que porten les figures recorden els cinc Budes Dhyani comuns en els mandales Vajrayana. Com a estudiant del budisme tibetà, Mori va desenvolupar la seva pròpia iconografia per visualitzar el nirvana, un estat que s’aconsegueix quan el “foc” del desig sensorial s’apaga.

L’ús d’avatars i icones futuristes basats en elements històrics i religiosos japonesos mostra com Mori explora la tensió entre la recerca científica moderna i l’espiritualitat. Com a “deïtat cyborg”, Mori combina la robòtica i la biotecnologia amb el cos humà, però no és simplement una màquina sense emocions ni creences. La seva inspiració prové de la cultura popular japonesa, on “petxines” humanoides són animades per una energia metafísica, sovint descrita com la “naturalesa de Buda”. El vestuari, les escenografies i els atributs religiosos dels avatars contribueixen a crear una interpretació “tecnoorientalista” de l’obra de Mori, especialment entre el seu públic occidental. Vol dir que l’ús innovador de la tecnologia i el paper de l’artista com a deïtat-robot-idoru reforcen certs estereotips occidentals sobre el Japó i la seva escultura, presentant-lo com a “altre”.

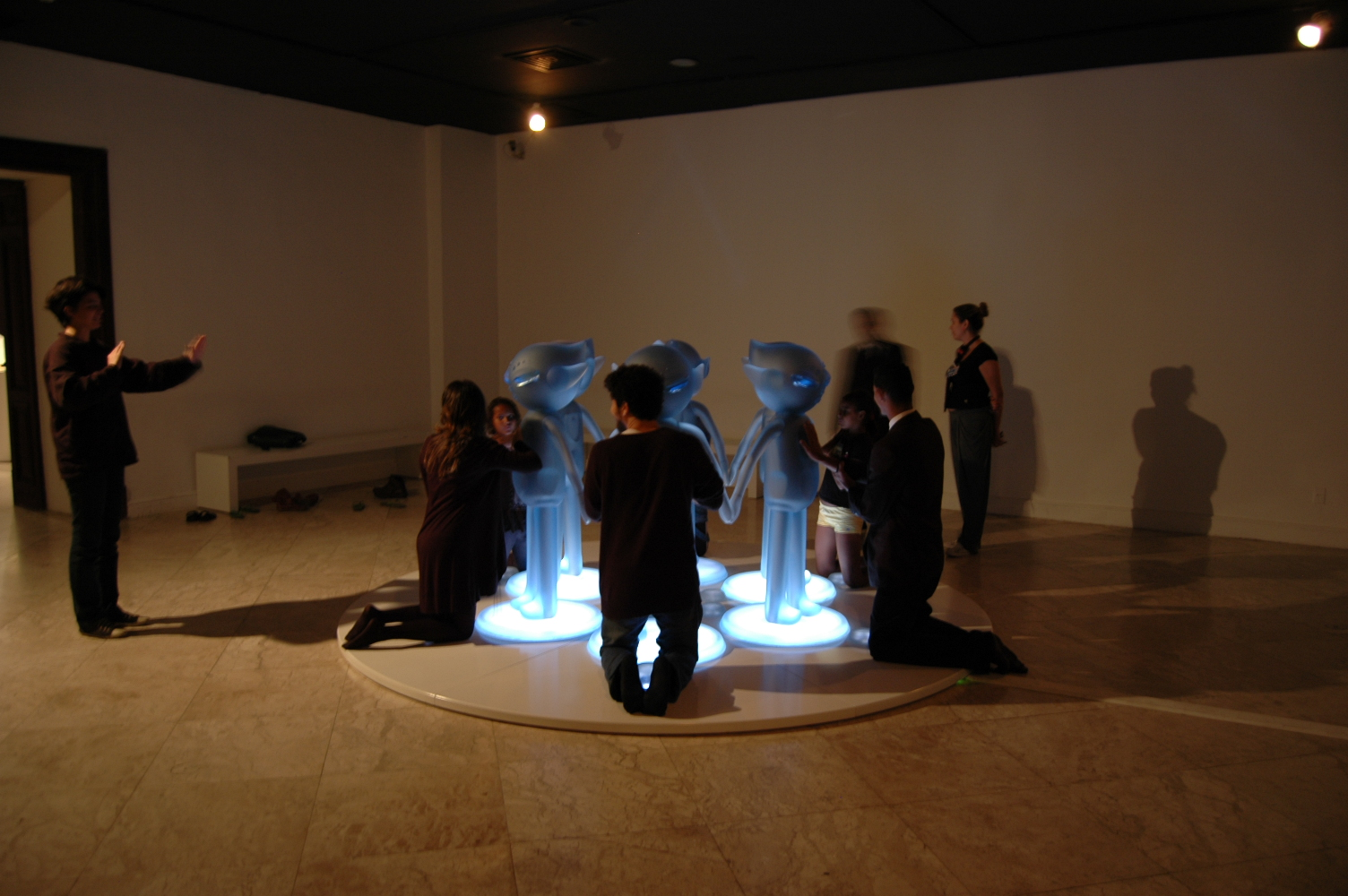
Obra performativa al Centro Cultural Banco do Brasil, Rio de Janeiro

### Dream Temple (1997-1999)
Una visió arquitectònica del vidre dicroic, no es va evocar completament de la imaginació de l’artista, sinó que es basava en una icona nacional japonesa, un lloc sagrat i una destinació turística. És una reinterpretació a petita escala del Palau dels Somnis, o Yumedono (739 CE), en memòria a Shotoku Taishi (574-622) a Horyuji, prop de Nara.
El Yumedono simbolitza la visió del regent per unificar la nació i difondre la consciència superior del budisme a tots els seus súbdits. Dins del temple dels somnis es projecta 4'44", una experiència immersiva generada per ordinador basada en trenta dibuixos de Mori. La naturalesa abstracta de 4'44" el posiciona més enllà del lingüístic i el simbòlic, activant el compromís de l'audiència en un subconscient. Mori diu que l'obra pretenia obrir l'espectador a l'univers i portar-lo de nou abans del seu naixement.

### Wave UFO (2003)
En aquesta instal·lació mediàtica totalment immersiva i interactiva, els motius extraterrestres van substituir la iconografia religiosa per afectar un atractiu cultural més ampli. Juntament amb el cercle d'extraterrestres de la instal·lació Oneness (2003), Wave UFO va canviar el simbolisme de Mori fora de les especificitats de les cultures basades en la nació i cap a una comprensió analítica d'un inconscient col·lectiu. La forma de llàgrima de l'OVNI de Mori té una pluralitat de lectures metafísiques com un mapa còsmic, o mandala, com un cercle apotropaic (protector), un microcosmos alquímic i un símbol modern d'ordre. A més, l'ús de la Mori dels mitjans interactius substitueix eficaçment les especificitats del seu cos performatiu, i les lectures associades de gènere i nació, amb la de l'audiència.

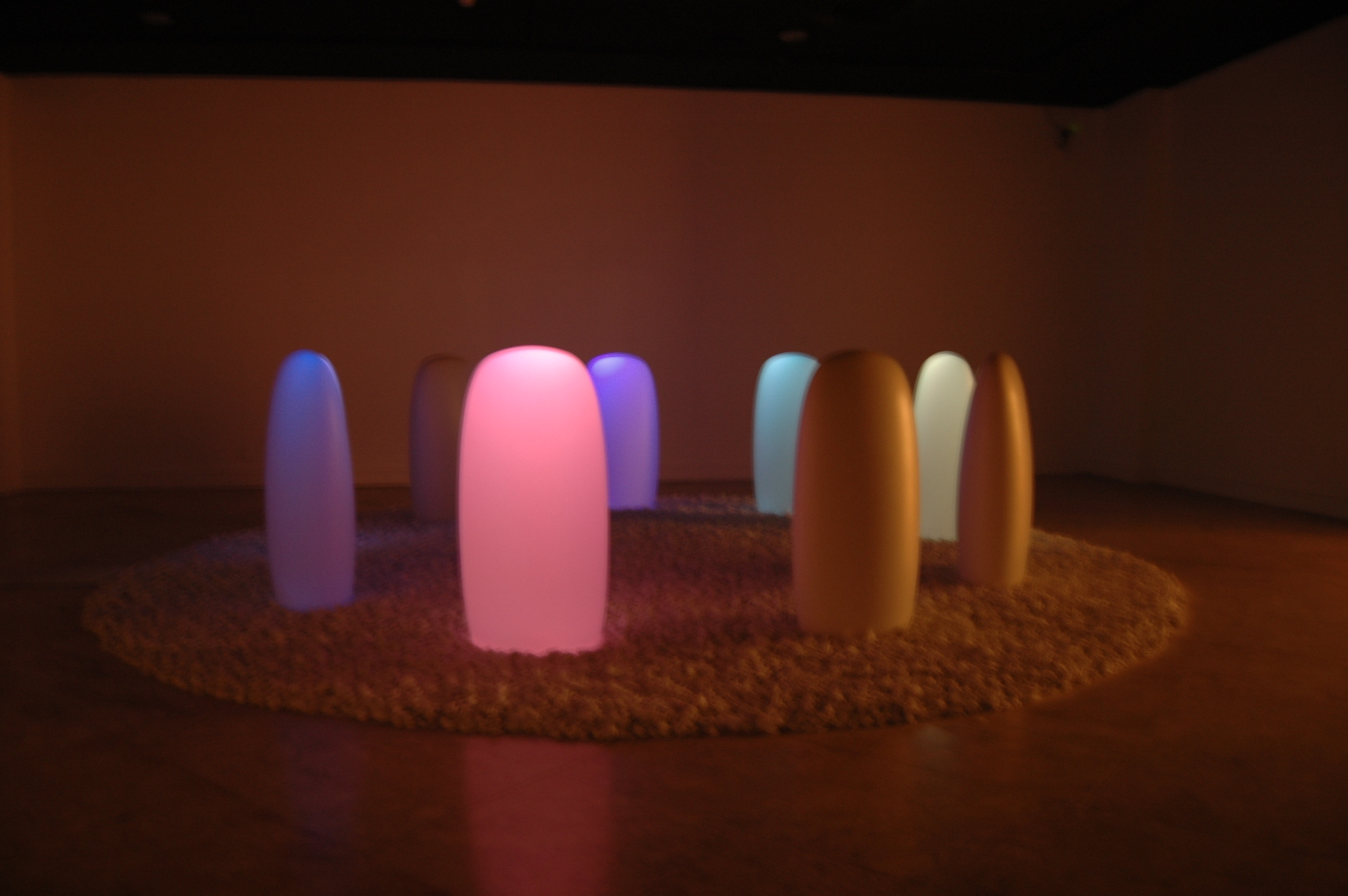
Escultura amb il·luminació, Centro Cultural Banco do Brasil, Rio de Janeiro

L'altre alienígena a Oneness ofereix un lloc on es poden representar tres aspectes diferents, però interrelacionats, de la identitat. En termes generals, Oneness visualitza la sensació d'alienació que pot experimentar un individu dins la societat contemporània. Una lectura més complexa considera l'altre aliè dins la comunitat tal com es defineix per l'aparença física, el gènere, la nacionalitat, la religió o l'ètnia. Kuroda suggereix que els artistes immigrants asiàtics són diferents dels artistes asiàtics que viuen al seu país d'origen perquè, característicament, la seva obra protesta contra la cultura dominant. Tendeixen a visualitzar la seva experiència subjectiva de ser objectivats i expressen les dificultats psicològiques de viure fora de la nació i la cultura. Com a forasters tant de la cultura resident com de la cultura "original" se senten alienats; en resum, pateixen una crisi d'identitat. Encara que val la pena considerar les diferents nocions d'alienació en el cas de Mori, la veracitat d'aquesta interpretació depèn de l'expressió inequívoca de l'artista. A causa del caràcter altament subjectiu d'aquest estat d'alienació, és difícil, si no impossible, determinar fins a quin punt i durant quin període va afectar la producció creativa de l'artista.

## Paper de la dona en la societat japonesa
Mariko Mori va voler buscar un gran canvi i fer una crida a la societat japonesa en quant el paper de la dona dins d'aquesta societat masculinitzada japonesa. L'artista japonesa Mori utilitza el seu cos per representar les dones oprimides i alienades per gènere o classe, reflectint la lluita contra la discriminació social. El seu treball fusiona realitat i elements virtuals, utilitzant maquillatge i disfresses per crear personatges que desafien l'entorn. A la sèrie Tea Ceremony, ella mostra una dona que, sota la roba formal, porta una vestimenta platejada que suggereix un alienígena, ressaltant la deshumanització i l'exclusió social.
A Subway, Mori es presenta com un cíborg en un vagó del metro de Tòquio, creant un contrast entre l'entorn mundà i la seva aparença fantàstica, ressaltant la seva diferència i desconnexió. A Warrior, ella és una heroïna de videojoc, armada i preparada per lluitar en un centre de jocs dominat per homes, suggerint la necessitat de resistir les pressions socials. Així, Mori usa la seva obra per abordar les tensions socials del Japó post-bombolla i el paper de la dona en aquesta societat. Aquests pocs exemples del treball fotogràfic de Mori a mitjans dels anys noranta són crucials per entendre els inicis del seu art, així com el seu interès per explorar realitats alternatives que es desenvoluparan encara més en els propers anys. En les fotografies d'aquest període, Mori selecciona escenes comunes de la vida quotidiana i subverteix l'ordre de les coses afegint-hi l'aparició d'un element surrealista, encarnat per la seva pròpia figura, que fa dubtar l'espectador de la veracitat de les imatges.
Arran d'aquests conceptes, un altre conjunt important de treballs que l'artista va iniciar en aquests anys –però acabarà només una dècada més tard– és Beginning of the End (1995-2006). La sèrie està composta per diverses fotografies fetes amb una lent gran angular en diferents paisatges emblemàtics del món: Shibuya a Tòquio, Times Square a la ciutat de Nova York o Piccadilly Circus a Londres, només per citar-ne algunes; però també, llocs històrics com les piràmides de Gizeh a Egipte o el temple d'Angkor Wat a Cambodja. Al centre de totes aquestes imatges s'observa la presència de l'artista, una vegada més en una aparició surrealista: s'estira en una càpsula transparent amb els ulls tancats, vestida amb un cos que la cobreix totalment, excepte la cara. sense emocions i indiferents al pas del temps al seu voltant. La quietud encarnada per la figura central en aquestes imatges sembla superar la pròpia idea del temps, que també es reafirma amb els diferents llocs, alternant entorns ancestrals i futuristes, que suggereixen una superposició de passat, present i futur. El temps i l'espai, per tant, no són lineals, sinó cíclics, i això connecta directament l'obra de Mori amb la doctrina budista, que inspecciona molt més a fons en les seves obres següents.